# ریژوویشتی (ناحیه برونتال)
ریژوویشتی (به چکی: Ryžoviště) یک منطقهٔ مسکونی در جمهوری چک است که در شهرستان برونتال واقع شده‌است. ریژوویشتی ۱۸٫۷۸ کیلومتر مربع مساحت و ۶۵۸ نفر جمعیت دارد و ۵۹۵ متر بالاتر از سطح دریا واقع شده‌است.